# Vasilevo (distrikt)
Vasilevo (bulgariska: Василево) är ett distrikt i Bulgarien.   Det ligger i kommunen Obsjtina General-Tosjevo och regionen Dobritj, i den östra delen av landet, 400 km öster om huvudstaden Sofia.
Trakten runt Vasilevo består till största delen av jordbruksmark. Runt Vasilevo är det ganska glesbefolkat, med 30 invånare per kvadratkilometer.